# 36e Schaakolympiade
De 36e Schaakolympiade, georganiseerd door de Fédération Internationale des Échecs (FIDE) en bestaande uit een open toernooi en een vrouwentoernooi, en diverse neven-evenementen die als doel als hadden een verdere promotie van het schaken, vond plaats van 14 oktober tot 31 oktober 2004, in de plaats Calvià op het Spaanse eiland Mallorca. Aan het open toernooi werd deelgenomen door 129 teams, aan het vrouwentoernooi door 87 teams. Er hadden zich 1204 spelers aangemeld, die overigens niet allen uiteindelijk speelden. 
Beide toernooien werden geleid door de internationaal arbiter Ignatius Leong (Singapore). Gedurende 14 rondes werden teams aan elkaar gekoppeld volgens het Zwitsers systeem. In het open toernooi werd steeds aan vier borden gespeeld, in het vrouwentoernooi aan drie borden. Bij gelijkspel werd de tie-break als eerste afgehandeld via het Buchholz-systeem, als tweede via matchpunten, als derde via het Sonneborn-Berger-systeem en als vierde via het Median-Buchholz-systeem. 
De toegestane bedenktijd per speler per partij was: 90 minuten voor de totale partij. Bij iedere zet kreeg de speler een increment van 30 secondes. 
Behalve medailles voor de winnaars, was er ook een indeling van de teams in groepen, waarbij de teams binnen een groep die hun aanvankelijke plaatsing het verst overstegen speciale prijzen ontvingen.

## Open toernooi
Aan het open toernooi werd deelgenomen door 129 teams afkomstig uit 125 landen. Het organiserende land Spanje nam deel met drie teams, en er waren teams van de International Braille Chess Association (IBCA) en de International Physically Disabled Chess Association (IPCA). 
In de eerste drie rondes scoorde Oekraïne 4 pt. uit 4, met aan het eerste bord Vasyl Ivantsjoek, de speler met de zevende ELO-rating van het toernooi, die in totaal 9½ pt. uit 13 rondes behaalde, en aan het tweede reservebord Sergey Karjakin, 14 jaar oud, die 6 van zijn 7 gespeelde partijen won (uitsluitend tegen de Amerikaan Gregory Kaidanov speelde hij remise). In de vierde ronde werd gewonnen van Rusland, met "slechts" 2½–1½. Toen er nog één ronde te gaan was, had Oekraïne een voorsprong van drie punten opgebouwd. Desalniettemin scoorde het Oekraïense team drie punten tegen Frankrijk en veroverde voor de eerste keer de titel. Ze hadden drie punten voorsprong op de verdedigend zesvoudig kampioen Rusland, dat als eerste geplaatste team aan het toernooi was begonnen, en in het team vier van de negen toernooideelnemers met de hoogste Elo-rating.
Armenië, was een van de slechts vier teams die tegen Oekraïne een gelijkspel wisten te behalen. Aan hun tweede bord speelde Levon Aronian die van 12 partijen er geen enkele verloor, aan hun derde bord speelde Rafael Vaganian, die 8½ pt. behaalde uit 11 partijen. Armenië verloor in ronde 8 met 1½—2½ van Rusland. Doordat Armenië in de laatste ronde met 3½—½ won van Georgië, eindigden ze evenals Rusland met 36½ punten. Vanwege het Buchholz-systeem dat op de Olympiade voor de tiebreak gebruikt wordt, behaalde Armenië, net als in de vorige Olympiade, de bronzen medaille. Het organiserend land Spanje, geleid door Alexei Shirov, lukte het om in de top tien te eindigen. 
Niet op het toernooi aanwezig waren de beste schaker ter wereld Garri Kasparov, en de klassieke wereldkampioen Vladimir Kramnik en diens uitdager Peter Leko, die op dat moment hun match speelden om het Wereldkampioenschap schaken 2004 (Kramnik behield zijn titel via een 7–7 gelijkspel). FIDE-kampioen Rustam Kasimdzjanov was echter aanwezig, en leidde Oezbekistan naar de 14e plaats door van zijn 8 partijen er geen enkele te verliezen (+4 =4 –0).
| #  | Land             | Spelers | Gemiddelde rating | Punten | wp    |
| -- | ---------------- | --- | ----------------- | ------ | ----- |
| 1  | Oekraïne         | Ivantsjoek, Ponomariov, Volokitin, Moiseenko, Eljanov, Karjakin                                                    | 2680              | 39½    |       |
| 2  | Rusland          | Morozevich, Svidler, Grischuk, Dreev, Khalifman, Zvjaginsev                                                        | 2718              | 36½    | 460.0 |
| 3  | Armenië          | Akopian, Aronian, Vaganian, Lputian, Sargissian, Minasian                                                          | 2660              | 36½    | 459.0 |
| 4  | Verenigde Staten | Onischuk, Shabalov, Goldin, Kaidanov, Novikov, Gulko                                                               | 2623              | 35     |       |
| 5  | Israël           | Gelfand, Sutovsky, Smirin, Avrukh, Huzman, Roiz                                                                    | 2670              | 34½    |       |
| 6  | India            | Viswanathan Anand, Krishnan Sasikiran, Pendyala Harikrishna, Surya Shekhar Ganguly, Abhijit Kunte, Chanda Sandipan | 2655              | 34     |       |
| 7  | Cuba             | Domínguez, Bruzon, Delgado, Nogueiras, Arencibia, Quezada                                                          | 2596              | 33½    |       |
| 8  | Nederland        | Van Wely, Sokolov, Tiviakov, Timman, Van den Doel, Nijboer                                                         | 2641              | 33     |       |
| 9  | Bulgarije        | Georgiev, Deltsjev, Cheparinov, Spasov, Chatalbashev, Radulski                                                     | 2584              | 32½    | 453.0 |
| 10 | Spanje           | Shirov, Vallejo Pons, Illescas Córdoba, Cifuentes Parada, Romero Holmes, Arizmendi Martinez                        | 2643              | 32½    | 439.5 |
| nummers 11 – 129{\displaystyle \,\,\,} | nummers 11 – 129{\displaystyle \,\,\,} | nummers 11 – 129{\displaystyle \,\,\,} | nummers 11 – 129{\displaystyle \,\,\,} | nummers 11 – 129{\displaystyle \,\,\,} | nummers 11 – 129{\displaystyle \,\,\,} |
| #                                      | Land                                   | Gemiddelde rating                      | Punten                                 | wp                                     | MP                                     |
| -------------------------------------- | -------------------------------------- | -------------------------------------- | -------------------------------------- | -------------------------------------- | -------------------------------------- |
| 11                                     | GRE                                    | 2569                                   | 32½                                    | 427.5                                  |                                        |
| 12                                     | POL                                    | 2624                                   | 32                                     | 445.5                                  |                                        |
| 13                                     | SUI                                    | 2559                                   | 32                                     | 442.5                                  |                                        |
| 14                                     | UZB                                    | 2550                                   | 32                                     | 440.5                                  |                                        |
| 15                                     | SCG                                    | 2568                                   | 32                                     | 435.0                                  |                                        |
| 16                                     | GER                                    | 2617                                   | 32                                     | 430.0                                  |                                        |
| 17                                     | SLO                                    | 2575                                   | 32                                     | 427.5                                  |                                        |
| 18                                     | BLR                                    | 2609                                   | 32                                     | 424.0                                  |                                        |
| 19                                     | PHI                                    | 2502                                   | 32                                     | 422.5                                  |                                        |
| 20                                     | ROU                                    | 2590                                   | 32                                     | 417.5                                  |                                        |
| 21                                     | GEO                                    | 2621                                   | 31½                                    | 462.0                                  |                                        |
| 22                                     | AZE                                    | 2615                                   | 31½                                    | 450.5                                  |                                        |
| 23                                     | FRA                                    | 2621                                   | 31½                                    | 449.0                                  |                                        |
| 24                                     | CHN                                    | 2612                                   | 31½                                    | 438.5                                  |                                        |
| 25                                     | BIH                                    | 2532                                   | 31½                                    | 428.0                                  |                                        |
| 26                                     | KAZ                                    | 2483                                   | 31½                                    | 425.0                                  |                                        |
| 27                                     | LTU                                    | 2542                                   | 31½                                    | 420.0                                  |                                        |
| 28                                     | DEN                                    | 2563                                   | 31½                                    | 419.5                                  |                                        |
| 29                                     | CZE                                    | 2589                                   | 31                                     | 445.0                                  |                                        |
| 30                                     | ENG                                    | 2653                                   | 31                                     | 427.0                                  |                                        |
| 31                                     | HUN                                    | 2614                                   | 31                                     | 425.5                                  |                                        |
| 32                                     | EST                                    | 2544                                   | 31                                     | 423.5                                  | 17                                     |
| 33                                     | LAT                                    | 2539                                   | 31                                     | 423.5                                  | 15                                     |
| 34                                     | ARG                                    | 2544                                   | 31                                     | 419.5                                  |                                        |
| 35                                     | AUS                                    | 2488                                   | 31                                     | 418.5                                  |                                        |
| 36                                     | MDA                                    | 2589                                   | 30½                                    | 432.5                                  |                                        |
| 37                                     | SVK                                    | 2545                                   | 30½                                    | 431.0                                  |                                        |
| 38                                     | CAN                                    | 2494                                   | 30½                                    | 426.0                                  |                                        |
| 39                                     | NOR                                    | 2549                                   | 30½                                    | 419.5                                  |                                        |
| 40                                     | CHI                                    | 2486                                   | 30½                                    | 407.5                                  |                                        |
| 41                                     | BAN                                    | 2485                                   | 30½                                    | 396.5                                  |                                        |
| 42                                     | MKD                                    | 2521                                   | 30                                     | 419.0                                  |                                        |
| 43                                     | IRL                                    | 2454                                   | 30                                     | 403.0                                  |                                        |
| 44                                     | ESP "B"                                | 2494                                   | 29½                                    | 424.0                                  |                                        |
| 45                                     | SWE                                    | 2569                                   | 29½                                    | 422.0                                  |                                        |
| 46                                     | CRO                                    | 2562                                   | 29½                                    | 415.5                                  |                                        |
| 47                                     | ISL                                    | 2496                                   | 29½                                    | 413.5                                  |                                        |
| 48                                     | INA                                    | 2397                                   | 29½                                    | 408.0                                  |                                        |
| 49                                     | FIN                                    | 2456                                   | 29½                                    | 406.5                                  |                                        |
| 50                                     | TUR                                    | 2365                                   | 29½                                    | 404.0                                  |                                        |
| 51                                     | VIE                                    | 2515                                   | 29                                     | 416.5                                  |                                        |
| 52                                     | SCO                                    | 2497                                   | 29                                     | 411.5                                  |                                        |
| 53                                     | IRI                                    | 2460                                   | 29                                     | 405.0                                  |                                        |
| 54                                     | MEX                                    | 2473                                   | 29                                     | 403.0                                  |                                        |
| 55                                     | RSA                                    | 2387                                   | 29                                     | 395.0                                  | 16                                     |
| 56                                     | COL                                    | 2427                                   | 29                                     | 395.0                                  | 13                                     |
| 57                                     | IPCA                                   | 2348                                   | 29                                     | 394.5                                  |                                        |
| 58                                     | BEL                                    | 2444                                   | 28½                                    | 406.5                                  |                                        |
| 59                                     | BRA                                    | 2481                                   | 28½                                    | 406.0                                  |                                        |
| 60                                     | ITA                                    | 2476                                   | 28½                                    | 400.5                                  | 14                                     |
| 61                                     | TJK                                    | 2303                                   | 28½                                    | 400.5                                  | 12                                     |
| 62                                     | AUT                                    | 2444                                   | 28½                                    | 396.5                                  |                                        |
| 63                                     | DOM                                    | 2354                                   | 28½                                    | 387.0                                  | 14                                     |
| 64                                     | ECU                                    | 2431                                   | 28½                                    | 387.0                                  | 13                                     |
| 65                                     | BOL                                    | 2332                                   | 28½                                    | 383.5                                  |                                        |
| 66                                     | PER                                    | 2410                                   | 28½                                    | 355.0                                  |                                        |
| 67                                     | SGP                                    | 2437                                   | 28                                     | 403.5                                  |                                        |
| 68                                     | AND                                    | 2400                                   | 28                                     | 393.0                                  |                                        |
| 69                                     | PAK                                    | 2298                                   | 28                                     | 381.5                                  |                                        |
| 70                                     | MYS                                    | 2241                                   | 28                                     | 370.0                                  |                                        |
| 71                                     | MGL                                    | 2381                                   | 27½                                    | 402.0                                  |                                        |
| 72                                     | POR                                    | 2424                                   | 27½                                    | 401.0                                  |                                        |
| 73                                     | KGZ                                    | 2341                                   | 27½                                    | 397.0                                  |                                        |
| 74                                     | ALB                                    | 2410                                   | 27½                                    | 385.5                                  |                                        |
| 75                                     | FRO                                    | 2281                                   | 27½                                    | 377.0                                  |                                        |
| 76                                     | MAR                                    | 2342                                   | 27½                                    | 356.0                                  |                                        |
| 77                                     | VEN                                    | 2354                                   | 27                                     | 398.0                                  |                                        |
| 78                                     | PAR                                    | 2305                                   | 27                                     | 390.0                                  |                                        |
| 79                                     | CRC                                    | 2399                                   | 27                                     | 386.0                                  |                                        |
| 80                                     | TUN                                    | 2363                                   | 27                                     | 384.5                                  |                                        |
| 81                                     | ESP "C"                                | 2334                                   | 27                                     | 383.5                                  |                                        |
| 82                                     | LUX                                    | 2325                                   | 27                                     | 381.5                                  |                                        |
| 83                                     | IRQ                                    | 2276                                   | 27                                     | 369.5                                  |                                        |
| 84                                     | URU                                    | 2370                                   | 26½                                    | 397.5                                  |                                        |
| 85                                     | NZL                                    | 2316                                   | 26½                                    | 383.0                                  |                                        |
| 86                                     | NCA                                    | 2281                                   | 26½                                    | 375.5                                  |                                        |
| 87                                     | GUA                                    | 2252                                   | 26½                                    | 372.0                                  |                                        |
| 88                                     | JPN                                    | 2136                                   | 26½                                    | 351.0                                  |                                        |
| 89                                     | Wales                                  | 2289                                   | 26                                     | 382.5                                  |                                        |
| 90                                     | LIB                                    | 2337                                   | 26                                     | 379.0                                  |                                        |
| 91                                     | SRI                                    | 2188                                   | 26                                     | 368.5                                  |                                        |
| 92                                     | THA                                    | 2264                                   | 26                                     | 367.5                                  |                                        |
| 93                                     | HON                                    | 2226                                   | 26                                     | 365.0                                  |                                        |
| 94                                     | PUR                                    | 2212                                   | 26                                     | 358.0                                  |                                        |
| 95                                     | BOT                                    | 2174                                   | 25½                                    | 358.5                                  |                                        |
| 96                                     | KEN                                    | 1986                                   | 25½                                    | 340.5                                  |                                        |
| 97                                     | IBCA                                   | 2358                                   | 25                                     | 370.5                                  |                                        |
| 98                                     | BAR                                    | 2279                                   | 25                                     | 368.5                                  |                                        |
| 99                                     | Libië                                  | 2260                                   | 25                                     | 358.5                                  |                                        |
| 100                                    | ANG                                    | 2245                                   | 24½                                    | 376.5                                  |                                        |
| 101                                    | Hongkong                               | 2141                                   | 24½                                    | 363.0                                  |                                        |
| 102                                    | Palestina                              | 2070                                   | 24½                                    | 362.5                                  |                                        |
| 103                                    | JAM                                    | 2184                                   | 24½                                    | 355.5                                  |                                        |
| 104                                    | UGA                                    | 2187                                   | 24½                                    | 350.0                                  |                                        |
| 105                                    | MON                                    | 2137                                   | 24½                                    | 347.0                                  |                                        |
| 106                                    | NEP                                    | 2179                                   | 24½                                    | 301.0                                  |                                        |
| 107                                    | PAN                                    | 1906                                   | 24                                     | 352.5                                  |                                        |
| 108                                    | NAM                                    | 2186                                   | 24                                     | 336.0                                  |                                        |
| 109                                    | CYP                                    | 2202                                   | 23½                                    | 360.5                                  |                                        |
| 110                                    | LIE                                    | 2119                                   | 23½                                    | 348.5                                  |                                        |
| 111                                    | Mauritanië                             | 2207                                   | 23½                                    | 341.0                                  |                                        |
| 112                                    | SMR                                    | 2122                                   | 23½                                    | 301.0                                  |                                        |
| 113                                    | MLT                                    | 2157                                   | 23½                                    | 300.5                                  |                                        |
| 114                                    | MAC                                    | 2127                                   | 23½                                    | 299.0                                  |                                        |
| 115                                    | AFG                                    | 1866                                   | 23½                                    | 248.0                                  |                                        |
| 116                                    | TRI                                    | 2137                                   | 23                                     | 357.5                                  |                                        |
| 117                                    | SUR                                    | 2201                                   | 23                                     | 344.5                                  |                                        |
| 118                                    | Br. M.e.                               | 1904                                   | 23                                     | 314.5                                  |                                        |
| 119                                    | AHO                                    | 2098                                   | 22                                     | 293.5                                  |                                        |
| 120                                    | NGR                                    | 2152                                   | 22                                     | 276.5                                  |                                        |
| 121                                    | Jersey                                 | 2170                                   | 21½                                    | 313.5                                  |                                        |
| 122                                    | FIJ                                    | 2003                                   | 21½                                    | 282.5                                  |                                        |
| 123                                    | Guernsey                               | 1812                                   | 21                                     |                                        |                                        |
| 124                                    | Aruba                                  | 1832                                   | 20½                                    |                                        |                                        |
| 125                                    | BER                                    | 1824                                   | 18½ 1                                  |                                        |                                        |
| 126                                    | RWA                                    | 1750                                   | 17                                     |                                        |                                        |
| 127                                    | PNG                                    | 1866                                   | 15½ 1                                  |                                        |                                        |
| 128                                    | Am. M.e.                               | 1600                                   | 13½                                    |                                        |                                        |
| 129                                    | Seychellen                             | 1766                                   | 11½                                    |                                        |                                        |
1 Bermuda behaalde in feite 22 en Papua New Guinea 23 punten, maar omdat sommige van hun spelers weigerden deel te nemen aan de doping test, werden de scores van die spelers in mindering gebracht op de eindscores: 3½ punten bij Bermuda en 7½ punten bij Papua New Guinea.

### Prijzen per groep
Naast de overkoelende medailles er ook prijzen voor de beste teams in vijf vooraf bepaalde plaatsingsgroepen, dus medailles voor teams die het beste hun vooraf-plaatsing overtroffen. Overkoepelende medaillewinnaars konden niet ook nog in aanmerking komen voor de prijzen per groep.
| Groep | Plaatsings- range | Team             | Plaatsing | Behaalde plaats |
| ----- | ----------------- | ---------------- | --------- | --------------- |
| A     | 1–25              | Verenigde Staten | 10        | 4               |
| B     | 26–51             | Zwitserland      | 29        | 13              |
| C     | 52–77             | Ierland          | 54        | 43              |
| D     | 78–103            | Tadzjikistan     | 83        | 61              |
| E     | 104–129           | Japan            | 112       | 87              |

### Individuele medailles
Gouden medailles: 
- Performance rating:  GEO - Baadoer Dzjobava 2842
- Bord 1:  PLE - Jevgeni Ermenkov 10½ pt. uit 12 = 87.5%
- Bord 2:  MAR - Mohamed Tissir 7½ pt. uit 9 = 83.3%
- Bord 3:  ARM - Rafael Vaganian 9½ pt. uit 12 = 79.2%
- Bord 4:  GEO - Baadoer Dzjobava 8½ pt. uit 10 = 85.0%
- 1e reservebord:  LTU - Vaidas Sakalauskas 6 pt. uit 7 = 85.7%
- 2e reservebord:  UKR - Sergey Karjakin en  LBA - Ibrahim Chahrani 6½ pt. uit 7 = 92.9%

## Vrouwentoernooi
Aan het open vrouwentoernooi werd deelgenomen door 87 teams afkomstig uit 84 landen. Het organiserende land Spanje nam deel met twee teams, en er waren teams van de International Braille Chess Association (IBCA) en de International Physically Disabled Chess Association (IPCA).
China, met aan het eerste bord ex-wereldkampioene Xie Jun en aan het tweede bord Xu Yuhua (toekomstig wereldkampioene), begon als eerste geplaatste aan het toernooi en was tevens verdedigend drievoudig kampioen. China nam snel de leiding, in hun eerste vijf matches werden slechts twee remises toegestaan. Vervolgens wonnen zij (in beide gevallen met 2–1) van de winnaars van de zilveren en bronzen medailles op de  vorige Olympiade, Rusland en Polen, in respectievelijk ronde 6 en ronde 8. Uiteindelijk begon China met zes punten voorsprong in ronde 10 aan de match tegen de als tweede geplaatste Verenigde Staten. Voormalig wereldkampioene Susan Polgar speelde remise tegen Xie Jun, Irina Krush won aan het tweede bord van Xu Yuhua, Anna Zatonski behaalde remise tegen Zhao Xue, waardoor de VS met 2–1 won van China. In de rondes 11 en 12 won China van Hongarije en verloor van Georgië, terwijl VS won van Slowakije en vervolgens met 2½-½ won van Hongarije, waardoor met twee rondes te gaan de VS drie punten onder China stonden. In de laatste 2 rondes won China van India en van Slowakije en verkregen voor de vierde opeenvolgende keer de Vera Menchik trofee.
Van het als tweede geplaatste Rusland behaalde Nadezhda Kosintseva aan het eerste reservebord 10 punten in 12 rondes. Na 10 rondes stonden de Russen op de achtste plaats, maar bij het ingaan van de laatste ronde stonden ze vierde. Deze ronde speelde Rusland tegen Georgië, waarop ze een half punt achter stonden. Aan het eerste bord behaalde voormalig wereldkampioene Maia Tsjiboerdanidze remise, evenals Nana Dzagnidze aan het tweede bord. Aan het derde bord verloor Lela Dzjavachisvili van Kosintseva, waardoor het Russische team een half punt voorsprong kreeg op Georgië. In de laatste ronde won Georgië met 2½-½ van Oekraïne en behaalde Rusland twee punten tegen Frankrijk; hierdoor stonden Rusland en Georgië gelijk, maar Rusland won via de tiebreak-score de bronzen medaille. 
De nieuwe wereldkampioene Antoaneta Stefanova behaalde als aanvoerster van Bulgarije slechts 5½ punten uit 11 partijen. Uiteindelijk werd Bulgarije 14e. 
| #  | Land             | Spelers                                                                 | Gemiddelde rating | Punten | wp    |
| -- | ---------------- | ----------------------------------------------------------------------- | ----------------- | ------ | ----- |
| 1  | China            | Xie Jun, Xu Yuhua, Zhao Xue, Huang Qian                                 | 2514              | 31     |       |
| 2  | Verenigde Staten | Polgar, Krush, Zatonski, Shahade                                        | 2490              | 28     |       |
| 3  | Rusland          | Kostenjoek, T. Kosintseva, Kovalevskaya, N. Kosintseva                  | 2491              | 27½    | 346.0 |
| 4  | Georgië          | Tsjiboerdanidze, Dzagnidze, Dzjavachisjvili, Lomineisjvili              | 2470              | 27½    | 339.0 |
| 5  | Frankrijk        | Skripchenko, Marie Sebag, Silvia Collas, Sophie Milliet                 | 2417              | 25½    |       |
| 6  | Hongarije        | Mádl, Vajda, Gara, Lakos                                                | 2376              | 25     | 348.5 |
| 7  | Slowakije        | Repkova, Pokorna, Hagarova, Borošová                                    | 2377              | 25     | 337.0 |
| 8  | Engeland         | Hunt, Houska, Richards, Buckley                                         | 2293              | 25     | 334.5 |
| 9  | India            | Humpy Koneru, Subbaraman Vijayalakshmi, Dronavalli Harika, Nisha Mohota | 2435              | 24½    | 352.0 |
| 10 | Polen            | Radziewicz, Soćko, Dvorakovska, Zielinska                               | 2428              | 24½    | 340.0 |
| nummers 11 – 87{\displaystyle \,\,\,} | nummers 11 – 87{\displaystyle \,\,\,} | nummers 11 – 87{\displaystyle \,\,\,} | nummers 11 – 87{\displaystyle \,\,\,} | nummers 11 – 87{\displaystyle \,\,\,} | nummers 11 – 87{\displaystyle \,\,\,} |
| #                                     | Land                                  | Gemiddelde rating                     | Punten                                | wp                                    | MP                                    |
| ------------------------------------- | ------------------------------------- | ------------------------------------- | ------------------------------------- | ------------------------------------- | ------------------------------------- |
| 11                                    | ARM                                   | 2374                                  | 24½                                   | 330.5                                 |                                       |
| 12                                    | NED                                   | 2372                                  | 24½                                   | 317.5                                 |                                       |
| 13                                    | LTU                                   | 2311                                  | 24                                    | 329.5                                 |                                       |
| 14                                    | BUL                                   | 2410                                  | 24                                    | 329.0                                 |                                       |
| 15                                    | SWE                                   | 2301                                  | 24                                    | 327.0                                 |                                       |
| 16                                    | SCG                                   | 2406                                  | 24                                    | 324.5                                 |                                       |
| 17                                    | GER                                   | 2365                                  | 24                                    | 323.5                                 |                                       |
| 18                                    | UKR                                   | 2456                                  | 23½                                   | 342.0                                 |                                       |
| 19                                    | SLO                                   | 2288                                  | 23½                                   | 325.5                                 |                                       |
| 20                                    | ROU                                   | 2408                                  | 23½                                   | 318.5                                 |                                       |
| 21                                    | VIE                                   | 2308                                  | 23½                                   | 317.0                                 |                                       |
| 22                                    | AZE                                   | 2317                                  | 23                                    | 325.0                                 |                                       |
| 23                                    | LAT                                   | 2294                                  | 23                                    | 323.0                                 |                                       |
| 24                                    | CUB                                   | 2303                                  | 23                                    | 321.0                                 |                                       |
| 25                                    | ISR                                   | 2247                                  | 23                                    | 320.5                                 |                                       |
| 26                                    | MDA                                   | 2296                                  | 23                                    | 313.5                                 |                                       |
| 27                                    | BLR                                   | 2278                                  | 23                                    | 308.0                                 |                                       |
| 28                                    | CZE                                   | 2308                                  | 22½                                   | 313.5                                 |                                       |
| 29                                    | GRE                                   | 2343                                  | 22½                                   | 311.5                                 |                                       |
| 30                                    | ARG                                   | 2274                                  | 22½                                   | 302.0                                 |                                       |
| 31                                    | SUI                                   | 2250                                  | 22½                                   | 298.0                                 |                                       |
| 32                                    | UZB                                   | 2235                                  | 22½                                   | 293.0                                 |                                       |
| 33                                    | KAZ                                   | 2317                                  | 22                                    | 315.5                                 |                                       |
| 34                                    | IRI                                   | 2208                                  | 22                                    | 313.5                                 |                                       |
| 35                                    | MGL                                   | 2263                                  | 22                                    | 313.0                                 |                                       |
| 36                                    | EST                                   | 2229                                  | 22                                    | 290.0                                 |                                       |
| 37                                    | COL                                   | 2115                                  | 21½                                   | 303.0                                 |                                       |
| 38                                    | NOR                                   | 2149                                  | 21½                                   | 302.5                                 |                                       |
| 39                                    | CRO                                   | 2243                                  | 21½                                   | 299.5                                 |                                       |
| 40                                    | MYS                                   | 2084                                  | 21½                                   | 299.0                                 |                                       |
| 41                                    | CAN                                   | 2123                                  | 21½                                   | 277.0                                 |                                       |
| 42                                    | FIN                                   | 2144                                  | 21                                    | 299.0                                 |                                       |
| 43                                    | ESP                                   | 2242                                  | 21                                    | 297.0                                 |                                       |
| 44                                    | ESP "B"                               | 2187                                  | 21                                    | 296.5                                 |                                       |
| 45                                    | BIH                                   | 2146                                  | 21                                    | 293.0                                 |                                       |
| 46                                    | ITA                                   | 2213                                  | 21                                    | 292.0                                 |                                       |
| 47                                    | AUS                                   | 2243                                  | 20½                                   | 306.0                                 |                                       |
| 48                                    | PHI                                   | 1940                                  | 20½                                   | 295.0                                 |                                       |
| 49                                    | POR                                   | 2124                                  | 20½                                   | 292.0                                 |                                       |
| 50                                    | VEN                                   | 2147                                  | 20½                                   | 288.5                                 |                                       |
| 51                                    | ISL                                   | 2148                                  | 20½                                   | 288.0                                 |                                       |
| 52                                    | Wales                                 | 1975                                  | 20½                                   | 285.0                                 |                                       |
| 53                                    | TUR                                   | 2082                                  | 20½                                   | 283.5                                 |                                       |
| 54                                    | BRA                                   | 2072                                  | 20½                                   | 282.5                                 |                                       |
| 55                                    | AUT                                   | 2122                                  | 20                                    | 292.0                                 |                                       |
| 56                                    | MKD                                   | 2002                                  | 20                                    | 288.5                                 |                                       |
| 57                                    | MEX                                   | 2134                                  | 20                                    | 281.5                                 |                                       |
| 58                                    | KGZ                                   | 1760                                  | 20                                    | 279.0                                 |                                       |
| 59                                    | INA                                   | 1775                                  | 20                                    | 277.5                                 |                                       |
| 60                                    | GUA                                   | 1748                                  | 20                                    | 276.0                                 |                                       |
| 61                                    | PER                                   | 2138                                  | 20                                    | 274.5                                 |                                       |
| 62                                    | ALB                                   | 1749                                  | 20                                    | 265.0                                 |                                       |
| 63                                    | ECU                                   | 2224                                  | 19½                                   | 295.0                                 |                                       |
| 64                                    | DEN                                   | 2133                                  | 19½                                   | 289.0                                 |                                       |
| 65                                    | LIB                                   | 1942                                  | 19½                                   | 282.0                                 |                                       |
| 66                                    | IPCA                                  | 2080                                  | 19½                                   | 270.0                                 |                                       |
| 67                                    | IRQ                                   | 1704                                  | 19½                                   | 229.5                                 |                                       |
| 68                                    | RSA                                   | 1875                                  | 19                                    | 291.0                                 |                                       |
| 69                                    | BAN                                   | 2120                                  | 19                                    | 276.5                                 |                                       |
| 70                                    | TJK                                   | 1600                                  | 19                                    | 261.5                                 |                                       |
| 71                                    | BOL                                   | 1763                                  | 19                                    | 259.0                                 |                                       |
| 72                                    | CRC                                   | 1764                                  | 19                                    | 226.5                                 |                                       |
| 73                                    | BOT                                   | 1884                                  | 19                                    | 220.5                                 |                                       |
| 74                                    | LUX                                   | 1981                                  | 18½                                   | 292.5                                 |                                       |
| 75                                    | IBCA                                  | 1875                                  | 18½                                   | 257.0                                 |                                       |
| 76                                    | PUR                                   | 1878                                  | 18½                                   | 231.5                                 |                                       |
| 77                                    | DOM                                   | 2023                                  | 18                                    | 275.5                                 |                                       |
| 78                                    | NZL                                   | 1899                                  | 18                                    | 242.0                                 |                                       |
| 79                                    | SRI                                   | 1600                                  | 18                                    | 233.0                                 |                                       |
| 80                                    | IRL                                   | 1891                                  | 17½                                   |                                       |                                       |
| 81                                    | FIJ                                   | 1600                                  | 16½                                   |                                       |                                       |
| 82                                    | Libië                                 | 1695                                  | 13½                                   |                                       |                                       |
| 83                                    | JPN                                   | 1716                                  | 12½                                   |                                       |                                       |
| 84                                    | TRI                                   | 1600                                  | 12                                    | 209.0                                 |                                       |
| 85                                    | HON                                   | 1600                                  | 12                                    | 206.5                                 |                                       |
| 86                                    | KEN                                   | 1600                                  | 11                                    |                                       |                                       |
| 87                                    | Am. M.e.                              | 1600                                  | 8                                     |                                       |                                       |

### Prijzen per groep
Naast de overkoelende medailles er ook prijzen voor de beste teams in vijf vooraf bepaalde plaatsingsgroepen, dus medailles voor teams die het beste hun vooraf-plaatsing overtroffen. Overkoepelende medaillewinnaars konden niet ook nog in aanmerking komen voor de prijzen per groep. 
| Groep | Plaatsings- range | Team        | Plaatsing | Behaalde plaats |
| ----- | ----------------- | ----------- | --------- | --------------- |
| A     | 1–17              | Georgië     | 4         | 4               |
| B     | 18–34             | Engeland    | 27        | 8               |
| C     | 35–51             | Oezbekistan | 37        | 32              |
| D     | 52–69             | Colombia    | 55        | 37              |
| E     | 70–87             | Kirgizië    | 75        | 58              |

### Individuele medailles
Gouden medailles: 
- Performance rating:  USA - Susan Polgar 2622
- Bord 1:  LTU - Viktorija Čmilytė 8½ pt. uit 11 = 77.3%
- Bord 2:  HUN - Szidonia Vajda en  ROU - Corina Peptan 9 pt. uit 12 = 75.0%
- Bord 3:  CHN - Zhao Xue en  INA - Irine Kharisma Sukandar 10 pt. uit 12 = 83.3%
- Reservebord:  RUS - Nadezhda Kosintseva 10 pt. uit 12 = 83.3%

## Overkoepelende titel
De Nona Gaprindasjvili-trofee wordt uitgereikt aan het land dat de beste gemiddelde plaats bereikt in de open sectie en de vrouwensectie. Als twee of meer teams daarbij gelijk eindigen, worden deze eerst geordend naar beste individuele einduitslag, en daarna naar aantal gescoorde punten.
De trofee is genoemd naar Nona Gaprindasjvili, die van 1961 tot 1978 wereldkampioene was, en werd ingesteld door de FIDE in 1997.
| # | Team             | Open toernooi | Vrouwen- toernooi | Gemiddelde |
| - | ---------------- | ------------- | ----------------- | ---------- |
| 1 | Rusland          | 2             | 3                 | 2½         |
| 2 | Verenigde Staten | 4             | 2                 | 3          |
| 3 | Armenië          | 3             | 11                | 7          |